# 伊奈武瀬
伊奈武瀬（いなんせ）は、沖縄県浦添市の町名。現行行政地名は伊奈武瀬一丁目のみ。郵便番号901-2128。

## 地理
浦添市の最西端に位置する。浦添市唯一の飛地であり、大部分を那覇市と接している。西洲・那覇市港町・曙と隣接する。

## 歴史
- 2001年11月26日　字勢理客から分離し、住居表示実施（伊奈武瀬一丁目設置）。

## 交通

### バス
- 以下のバス停が存在。
  - 市場北口
- 停車する路線。
  - 101番・平和台安謝線　（那覇バス市外線）

## 施設
- 沖縄県中央卸売市場
- 浦添市リサイクルプラザ
- 浦添市クリーンセンター